# Baryscapus servadeii
Baryscapus servadeii är en stekelart som först beskrevs av Domenichini 1965.  Baryscapus servadeii ingår i släktet Baryscapus och familjen finglanssteklar. Inga underarter finns listade.